# Мері Картрайт
Мері Люсі Картрайт (англ. Dame Mary Lucy Cartwright; 17 грудня 1900 — 3 квітня 1998 року) — британський математик, дама-командор Ордену Британської імперії (DBE), член Королівського товариства Единбурга (FRS), член Лондонського королівського товариства (FRSE).
Мері Картрайт та Джон Ідензор Літлвуд були одними з перших математиків, які досліджували те, що пізніше стане відомо як теорія хаосу. Вона знайшла велику кількість рішень проблеми, яку вона вивчала; пізніше це почало розглядатися як приклад ефекту метелика.

## Раннє життя та освіта
Мері Картрайт народилась в Айнхо, Нортгемптоншир, де її батько, Вільям Дігбі Картрайт, був вікарієм. Через бабусю Джейн Холбех вона походить від поета Джона Донна і Вільяма Момпессона, вікарія Ейама. Вона мала чотирьох братів і сестер, двох старших і двох молодших: Джона (1896 р. н.), Найджела (1898 р.н.), Джейн (1905 р.н.) і Вільяма (1907 р.н.).
Рання освіта Картрайт відбувалася у старшій школі Лімінгтон (1912—1915), а потім у школі Глейвлі Менор у Боскомбі (1915—1916), а завершилась у школі Годольфін у Солсбері (1916—1919).
Картрайт вивчала математику в коледжі святого Х'ю в Оксфорді, закінчивши його 1923 року зі ступенем першого класу. Вона була першою жінкою, яка отримала такий ступінь. Потім вона викладала в школі Еліс Отлі у Вустері і школі абатства Вікомб у Бакінгемширі, перш ніж повернутися в Оксфорд 1928 р., щоб отримати ступінь доктора.
Під час докторантури, науковим керівником Картрайт був Ґодфрі Гарольд Гарді. Протягом навчального року 1928-29 рр. Гарді викладав у Прінстоні, тому Є. К. Тічмарш взяв на себе обов'язки керівника. Її дисертація «Нулі інтегральних функцій спеціальних типів» була розглянута Джоном Літлвудом, з яким вона вперше зустрілася як з зовнішнім екзаменатором у своєму усному іспиті на отримання звання доктора. Пізніше вона мала тривалу наукову співпрацю з Літлвудом.
У 1930 році Мері Картрайт отримала наукову стипендією Ярроу і перейшла до коледжу Гіртон, Кембридж, щоб продовжити роботу над темою її докторської дисертації. Відвідуючи лекції Літлвуда, вона вирішила одну з відкритих проблем, які він поставив. Її математична теорема, тепер відома як теорема Картрайт, дає оцінку максимального модуля аналітичної функції, що приймає те саме значення не більше, ніж p раз на одиничному диску. Для доведення теореми вона використовувала новий підхід, застосовуючи методику, представлену Ларсом Альфорсом для конформних відображень.

## Кар'єра
1936 року Картрайт стала директором математичних досліджень у коледжі Гіртон, а 1938 року розпочала роботу над новим проектом, який мав великий вплив на напрямок її досліджень. Рада радіо-досліджень Департаменту наукових та промислових досліджень Великої Британії видала меморандум стосовно окремих диференціальних рівнянь, які були отримані при моделюванні роботи радіо та радара. Вони попросили Лондонське математичне товариство допомогти знайти математика, який зможе працювати над цими проблемами, а Мері Картрайт зацікавилась цим меморандумом. Динаміка в основі проблем була не знайомою Картрайт і в цьому аспекті вона запитала допомоги Літлвуда. Вони почали співпрацю у дослідженні рівнянь. Літлвуд писав:
Щоб щось робити, ми продовжували і продовжували займатися ним без будь-якої перспективи отримати "результати"; і раптом повна перспектива драматичної тонкої структури рішень дивилася нам в обличчя.
Тонка структура, яку описує Літтлвуд, сьогодні є типовим прикладом ефекту метелика. Співробітництво привело до важливих результатів, які значною мірою вплинули на напрямок, який прийняла сучасна теорія динамічних систем.
У 1945 році Картрайт спростила елементарний доказ Ерміта про ірраціональність π. Її версія доказу була опублікована в додатку до книги Гарольда Джеффріса «Науковий висновок» (англ. Scientific Inference). У 1947 році вона була обрана членом Королівського товариства, і хоча вона не була першою жінкою, обраною до цього товариства, вона була першою там жінкою — математиком.
Картрайт була призначена деканом коледжу Гіртон 1948 року, пізніше викладачем теорії функцій в Кембриджі 1959 року, і перебувала на цій посаді до 1968 р. З 1957 по 1960 рр. вона була президентом Кембриджської асоціації університетських жінок.
Після залишення коледжу Гіртон, Картрайт була запрошена професором до Браунського університету з 1968 до 1969 та у Вищу школу Клермонт з 1969 до 1970.

## Смерть
Картрайт померла у будинку престарілих Мідфілд Лодж, Кембридж 1998 р..

## Визнання
Картрайт була першою жінкою, яка:
- отримала медаль Сильвестра[11]
- була в Раді Лондонського королівського товариства[17]
- бути президентом Математичної асоціації (у 1951 р.)[19]
- була президентом Лондонського математичного товариства (1961—62)[11]

Картрайт також отримала медаль Де Моргана Королівського товариства в 1968 році і в тому ж році вона була обрана Почесним членом Королівського товариства Единбурга (HonFRSE). У 1969 році вона отримала відзнаку королеви, ставши дамою Мері Картрайт, командором ордена Британської імперії .

## Публікації
- 1945: (з Джоном Літлвудом) «On Non-linear Differential Equations of the Second Order», Journal of the London Mathematical Society 20: 180 doi:10.1112/jlms/s1-20.3.180
- 1956: Integral Functions, Cambridge Tracts in Mathematics and Mathematical Physics No. 44
- 1964: "From non-linear oscillations to topological dynamics, " Journal of the London Mathematical Society 39: 1931[22]